# Jennifer Doudna
Jennifer Anne Doudna (ur. 19 lutego 1964 w Waszyngtonie) – amerykańska biochemik i biolog molekularna związana z Uniwersytetem Kalifornijskim w Berkeley. Laureatka Nagrody Nobla w dziedzinie chemii za 2020 rok.

## Życiorys
Od 2002 związana jest z Uniwersytetem Kalifornijskim w Berkeley. Znana jest z badań nad RNAi i CRISPR. 
W 2011 nawiązała współpracę z Emmanuelle Charpentier, która poinformowała ją o odkrytym przez Philippe'a Horvatha i Rodolphe'a Barrangou mechanizmie CRISPR. Opierając się na tym zjawisku, Doudna i Charpentier opracowały metodę CRISPR/Cas, pozwalającą na dokonywanie precyzyjnych zmian w genach. Rezultaty ich badań ukazały się w 2012 roku na łamach czasopisma Science.
Jest członkiem National Academy of Sciences i American Academy of Arts and Sciences. Była laureatką między innymi Heineken Prize for Biochemistry and Biophysics i Tang Prize (wspólnie z Emmanuelle Charpentier i Feng Zhangiem). W 2016 r. wymieniana była wśród faworytów do Nagrody Nobla w dziedzinie chemii. Nagrodę Nobla otrzymała w 2020 roku, wspólnie z Emmanuelle Charpentier.
W styczniu 2025 prezydent Joe Biden nadał jej National Medal of Technology and Innovation.